# آنى تريولا
آنى تريولا (بالإنجليزية: Anne Triola)‏ هي مغنية وممثلة أمريكية، ولدت في 1924 بلوس أنجلوس في الولايات المتحدة.

## وصلات خارجية
- آنى تريولا على موقع IMDb (الإنجليزية)
- آنى تريولا على موقع ميوزك برينز (الإنجليزية)
- آنى تريولا على موقع تيرنر كلاسيك موفيز (الإنجليزية)
- آنى تريولا على موقع أول موفي (الإنجليزية)
- آنى تريولا على موقع قاعدة بيانات الفيلم (الإنجليزية)